# 1984년 동계 올림픽 중화 타이베이 선수단
1984년 동계 올림픽 중화 타이베이 선수단은 유고슬라비아 사라예보에서 개최된 1984년 동계 올림픽에 참가한 올림픽 중화 타이베이 선수단이다. 타이완(중화민국)이 중화 타이베이라는 이름으로 참가한 것은 이 대회가 처음이다.

## 참조
- 올림픽 공식 리포트보관됨 2011-11-26 - 웨이백 머신 (PDF 파일)